# Хиллебранд, Фриц
Фриц Хиллебранд (нем. Friedrich „Fritz“ Hillebrand; 22 ноября 1917, Вайсбах-бай-Лофер, Австрия — 24 августа 1957, Бильбао, Испания) — немецкий мотогонщик, чемпион мира по шоссейно-кольцевым гонкам в классе мотоциклов с колясками 1957 года, 3-кратный чемпион Германии (1952, 1953, 1957).

## Спортивная карьера
Фриц Хиллебранд рано остался сиротой и вырос в школе-интернате. Там он освоил профессию механика и в 1933 году выиграл национальный профессиональный конкурс механиков. В 1935 году Хиллебранд дебютировал в любительских мотогонках с коляской — в качестве пассажира с пилотом Гансом Штромайером. После аншлюса Австрии принял немецкое гражданство и больше уже никогда не вернулся в австрийское. Во время войны Хиллебранд служил в Люфтваффе, дважды был сбит; в периоды восстановления принимал участие в любительских гонках по бездорожью.
После войны Хиллебранд поселился в городке Амберг и с 1948 года возобновил участие в гонках на мотоциклах с коляской, теперь уже в качестве пилота. В 1950 году он сам построил гоночный мотоцикл с двигателем BMW, а годом позже выиграл свою первую гонку на
Нюрбургринге. В том же году во время одной из гонок погиб его постоянный напарник Курт Преториус.
В 1953 году Хиллебранд объединился с Манфредом Грюнвальдом в качестве пассажира, и дуэт дебютировал на частном BMW в Чемпионате мира по мотогонкам. Параллельно Хиллебранд и Грюнвальд выигрывали многочисленные локальные гонки, в том числе чемпионата Германии, а также внезачётные заезды. Сезон 1955 года Хиллебранд пропустил из-за травмы, но в 1956 году Хиллебранд и Грюнвальд набрались силы и опыта и блестяще провели чемпионат, заняв 2-е место в общем зачёте.
Сезон 1957 года обещал быть лучшим в карьере Хиллебранда. Напарники выиграли три первых этапа чемпионата, затем финишировали третьими в Бельгии. Чемпионский титул был выигран досрочно, за этап до конца Чемпионата мира. Но в этом этап Хиллебранд так или иначе участия не принял, поскольку на внезачётном Гран-При Бильбао в Испании произошла трагедия. Во время тренировки перед гонкой на скорости 150 км/ч Хиллебранд задел километровую отметку на обочине, и его мотоцикл на полном ходу врезался в фонарный столб. Грюнвальд отделался лёгкими травмами, а вот Фриц Хиллебранд погиб на месте, став первым в истории чемпионом мира по гонкам на мотоциклах с коляской, завоевавшим титул посмертно. В знак скорби коллега Хиллебранда по команде BMW Вальтер Шнайдер принял решение не стартовать в последней гонке сезона, рискуя потерять свой вице-чемпионский титул.
После смерти Хиллебранда Манфред Грюнвальд завершил гоночную карьеру. Позже в честь Фрица Хиллебранда была названа улица в Амберге.

## Результаты выступлений в Чемпионате мира по шоссейно-кольцевым гонкам на мотоциклах с колясками
| Легенда к таблице |                                                 |
| --- | ----------------------------------------------- |
| В таблице перечислены результаты всех этапов чемпионата мира, в которых принимал участие гонщик либо пассажир. Строками таблицы являются сезоны, столбцами все гонки этапов чемпионата мира, напарник и мотоцикл. В клетках указаны сокращённое название этапа и результат, клетка дополнительно обозначена цветом. Расшифровка обозначений и цветов представлена в нижеследующей таблице. |                                                 |
| \| Пример \| Описание \| \| ------------ \| ----------------------------------------------- \| \| 1 \| Победитель \| \| 2 \| Второе место \| \| 3 \| Третье место \| \| \| Финишировал в очковой зоне \| \| \| Финишировал вне очковой зоны \| \| НКЛ \| Не классифицирован \| \| Сход \| Не финишировал \| \| НКВ \| Не прошёл квалификацию \| \| НПКВ \| Не прошёл предварительную квалификацию \| \| ДСК \| Дисквалифицирован \| \| ИСК \| Исключён из протокола соревнований \| \| НС \| Не стартовал в гонке \| \| Т \| Травмирован или болен \| \| ОТК \| Отказ от участия \| \| НТР \| Прибыл на соревнования, но на трассу не выезжал \| \| НПР \| Не прибыл к началу соревнований \| \| НД \| Недопущен до старта \| \| О \| Гонка отменена \| \| НУ \| Не участвовал \| \| Поул-позиция \| \| \| Быстрый круг \| \| |                                                 |
| Пример | Описание                                        |
| 1 | Победитель                                      |
| 2 | Второе место                                    |
| 3 | Третье место                                    |
| | Финишировал в очковой зоне                      |
| | Финишировал вне очковой зоны                    |
| НКЛ | Не классифицирован                              |
| Сход | Не финишировал                                  |
| НКВ | Не прошёл квалификацию                          |
| НПКВ | Не прошёл предварительную квалификацию          |
| ДСК | Дисквалифицирован                               |
| ИСК | Исключён из протокола соревнований              |
| НС | Не стартовал в гонке                            |
| Т | Травмирован или болен                           |
| ОТК | Отказ от участия                                |
| НТР | Прибыл на соревнования, но на трассу не выезжал |
| НПР | Не прибыл к началу соревнований                 |
| НД | Недопущен до старта                             |
| О | Гонка отменена                                  |
| НУ | Не участвовал                                   |
| Поул-позиция |                                                 |
| Быстрый круг |                                                 |

| Год  | Пассажир          | Мотоцикл | 1     | 2     | 3     | 4        | 5        | 6     | Место | Очки    |
| ---- | ----------------- | -------- | ----- | ----- | ----- | -------- | -------- | ----- | ----- | ------- |
| 1953 | Георг Барт        | BMW      | BEL   | FRA 9 |       |          |          |       | 14    | 1       |
| 1953 | Манфред Грюнвальд | BMW      |       |       | ULS   | SWI      | NAT 6    |       | 14    | 1       |
| 1954 | Манфред Грюнвальд | BMW      | MAN 2 | ULS 4 | BEL 4 | GER Сход | SUI Сход | NAT 5 | 5     | 14      |
| 1956 | Манфред Грюнвальд | BMW      | MAN 1 | NED 1 | BEL 4 | GER 2    | ULS Сход | NAT 3 | 2     | 26 (29) |
| 1957 | Манфред Грюнвальд | BMW      | GER 1 | MAN 1 | NED 1 | BEL 3    | NAT      |       | 1     | 28      |

## Результаты выступлений на гонке Isle of Man TT[5]
| Год  | Класс      | Мотоцикл | Пассажир          | Позиция в классе |
| ---- | ---------- | -------- | ----------------- | ---------------- |
| 1954 | Sidecar TT | BMW      | Манфред Грюнвальд | 2                |
| 1956 | Sidecar TT | BMW      | Манфред Грюнвальд | 1                |
| 1957 | Sidecar TT | BMW      | Манфред Грюнвальд | 1                |